# Duorraiauretje (Sorsele socken, Lappland, 733938-147061)
Duorraiauretje är en sjö i Sorsele kommun i Lappland och ingår i Ranas huvudavrinningsområde. Sjön har en area på 0,09 kvadratkilometer och ligger 880,4 meter över havet. Duorraiauretje ligger i Vindelfjällen Natura 2000-område.

## Delavrinningsområde
Duorraiauretje ingår i det delavrinningsområde (733955-147033) som SMHI kallar för Ovan 733799-147043. Medelhöjden är 922 meter över havet och ytan är 6,12 kvadratkilometer. Det finns inga avrinningsområden uppströms utan avrinningsområdet är högsta punkten. Vattendraget som avvattnar avrinningsområdet har biflödesordning 2, vilket innebär att vattnet flödar genom totalt 2 vattendrag innan det når havet efter 19 kilometer. Avrinningsområdet består mestadels av kalfjäll (94 procent). Avrinningsområdet har 0,38 kvadratkilometer vattenytor vilket ger det en sjöprocent på 6,3 procent.